# Brilliant (Ohio)
Brilliant – jednostka osadnicza w Stanach Zjednoczonych, w stanie Ohio, w hrabstwie Jefferson.